# Pseudosmittia rectangularis
Pseudosmittia rectangularis är en tvåvingeart som först beskrevs av Tuiskunen 1985.  Pseudosmittia rectangularis ingår i släktet Pseudosmittia och familjen fjädermyggor.
Artens utbredningsområde är Finland. Enligt den finländska rödlistan är arten otillräckligt studerad i Finland. Arten har ej påträffats i Sverige. Artens livsmiljö är stränder. Inga underarter finns listade i Catalogue of Life.